# Seppo kopeneni
Genre
Espèce
Seppo kopeneni, unique représentant du genre Seppo, est une espèce fossile d'araignées. Elle est considérée comme une Entelegynae incertae sedis.

## Distribution
Cette espèce a été découverte à Grimmen au Mecklembourg-Poméranie-Occidentale en Allemagne. Elle date du Jurassique.

## Étymologie
Cette espèce est nommée en l'honneur de Seppo Koponen.

## Publication originale
- Selden & Dunlop, 2014 : The first fossil spider (Araneae: Palpimanoidea) from the Lower Jurassic (Grimmen, Germany). Zootaxa, no 3894, p. 161–168.